# Liste der Mitglieder des Provinziallandtags der Rheinprovinz (31. Sitzungsperiode)
Diese Liste nennt die Mitglieder des 31. Provinziallandtages der Rheinprovinz 1885.

## Hintergrund
Der Provinziallandtag der Rheinprovinz bestand aus 75 Mitglieder, die sich in vier Kurien aufteilten. Die erste Kurie bestand aus vier Standesherren, die über Virilstimmen verfügten. Die Standesherren konnten sich vertreten lassen. Die zweite Kurie bestand aus den Vertretern der Ritterschaft, diese wurden in zwei Wahlkreisen (Regierungsbezirke Koblenz/Trier/Köln und Regierungsbezirke Aachen/Düsseldorf) gewählt. Die dritte Kurie bildeten die Vertreter der Städte. Diese wurden in indirekter Wahl bestimmt. Die vierte Kurie bildeten die Landgemeinden. Diese wählten die Vertreter in doppelt indirekter Wahl: Die Urwähler wählten Wahlmänner, diese dann Bezirkswähler. Wahlkreise waren die Landkreise. Für die Abgeordneten wurden jeweils auch Stellvertreter gewählt.
Der Provinziallandtag trat vom 29. November 1885 bis zum 12. Dezember 1885 in Düsseldorf zusammen.

## Liste der Abgeordneten
| Kurie                                | Wahlkreis | Abgeordneter                                  | Anmerkung                                                     |
| ------------------------------------ | --- | --------------------------------------------- | ------------------------------------------------------------- |
| Stand der Fürsten, Grafen und Herren | | Fürst Wilhelm zu Wied                         | Landtagsmarschall                                             |
| Stand der Fürsten, Grafen und Herren | | Fürst Alfred zu Salm-Reifferscheidt-Dyck      | Dyk bei Neuss                                                 |
| Stand der Fürsten, Grafen und Herren | | Fürst Georg zu Solms-Braunfels                | vertreten durch Prinz Hermann zu Solms-Braunfels              |
| Stand der Fürsten, Grafen und Herren | | Fürst Hermann zu Solms-Hohensolms-Lich        | vertreten durch Daniel Heinrich von Diergardt zu Haus Roland  |
| Ritterschaft                         | Koblenz/Trier/Köln | Graf Carl zu Westerhold und Gysenberg         | Kammerherr, auf Schloss Arenfels                              |
| Ritterschaft                         | Koblenz/Trier/Köln | Freiherr Edmund von Spies-Büllesheim          | Kammerherr, Haus Hull                                         |
| Ritterschaft                         | Koblenz/Trier/Köln | Friedrich von Solemacher-Antweiler            | Grünhaus, Vizelandtagsmarschall                               |
| Ritterschaft                         | Koblenz/Trier/Köln | Freiherr Franz Egon von Fürstenberg           | Gimborn                                                       |
| Ritterschaft                         | Koblenz/Trier/Köln | Freiherr Egon von Fürstenberg                 | Landrat, Schloss Heiligenhoven                                |
| Ritterschaft                         | Koblenz/Trier/Köln | Graf Gisbert Egon von Fürstenberg-Stammheim   | Kammerherr, Schloss Stammheim (Köln)                          |
| Ritterschaft                         | Koblenz/Trier/Köln | Eugen von Loë                                 | Landrat, Siegburg                                             |
| Ritterschaft                         | Koblenz/Trier/Köln | Freiherr Max von Boeselager                   | Burg Peppenhoven                                              |
| Ritterschaft                         | Koblenz/Trier/Köln | Otto Graf Beissel von Gymnich                 | Schloss Schmidtheim                                           |
| Ritterschaft                         | Koblenz/Trier/Köln | Freiherr Adolph von Steffens                  | Kammerherr und Geheimer Legationsrat, Godorfer Burg           |
| Ritterschaft                         | Koblenz/Trier/Köln | Freiherr Adolph von La Valette-St. George     | Professor, Bonn                                               |
| Ritterschaft                         | Koblenz/Trier/Köln | Carl August von Groote                        | Rittergutsbesitzer und Bürgermeister, Godesberg               |
| Ritterschaft                         | Aachen/Düsseldorf | Graf Alfred von Hompesch                      | Kammerherr, Schloss Rurich                                    |
| Ritterschaft                         | Koblenz/Trier/Köln | Graf Wilhelm von Hoensbroech                  | Schloss Haag                                                  |
| Ritterschaft                         | Aachen/Düsseldorf | Hermann Seul                                  | Direktor der Rheinischen Provinzial Feuersocietät, Düsseldorf |
| Ritterschaft                         | Aachen/Düsseldorf | Freiherr Ludolf von Wenge-Wulffen             | Major a. D., Haus Overbach                                    |
| Ritterschaft                         | Aachen/Düsseldorf | Freiherr Rudolf Geyr von Schweppenburg        | Haus Caen                                                     |
| Ritterschaft                         | Aachen/Düsseldorf | Freiherr Georg von Eerde                      | Landrat, Geldern                                              |
| Ritterschaft                         | Aachen/Düsseldorf | Freiherr Friedrich Geyr von Schweppenburg     | Müddersheim                                                   |
| Ritterschaft                         | Aachen/Düsseldorf | Bruno von Heister                             | Düsseldorf                                                    |
| Ritterschaft                         | Aachen/Düsseldorf | Freiherr Franz von Dalwigk-Lichtenfels        | Düsseldorf                                                    |
| Ritterschaft                         | Aachen/Düsseldorf | Freiherr Adolph von Eynatten                  | königlicher Kammerherr, Düsseldorf                            |
| Ritterschaft                         | Aachen/Düsseldorf | Graf Franz von Spee                           | Kammerherr, Schloss Heltorf                                   |
| Ritterschaft                         | Aachen/Düsseldorf | Graf Wilderich von Spee                       | Landrat, Unter-Maubach                                        |
| Ritterschaft                         | Aachen/Düsseldorf | Freiherr Friedrich von der Leyen-Bloemersheim | Bloemersheim                                                  |
| Städte                               | Köln | Wilhelm Kaesen                                | Kaufmann und Stadtverordneter, Köln                           |
| Städte                               | Köln | August Heuser                                 | Kommerzienrat, Köln                                           |
| Städte                               | Aachen | Martin Hubert Sommer                          | Beigeordneter, Aachen                                         |
| Städte                               | Düsseldorf | Heinrich Courth                               | Advokat-Anwalt, Düsseldorf                                    |
| Städte                               | Koblenz | Julius Wegeler                                | Kommerzienrat, Koblenz, als Stellvertreter                    |
| Städte                               | Trier | Martin Joseph Jungen                          | Oberregierungsrat a. D. und Beigeordneter, Trier              |
| Städte                               | Elberfeld | Theodor Dietze                                | Kaufmann und Beigeordneter, Elberfeld                         |
| Städte                               | Barmen | Wilhelm von Eynern                            | Kaufmann, Barmen                                              |
| Städte                               | Krefeld | Theodor Pelizäus                              | Rentner, Krefeld                                              |
| Städte                               | Kreuznach, Kirn, Sobernheim, St. Goar, Boppard, Oberwinter, Bacharach, Stromberg                                                       | Victor Sahler                                 | Bankier und Beigeordneter, Kreuznach                          |
| Städte                               | Stromberg, Trarbach, Zell, Cochem, Mayen, Andernach, Ahrweiler, Sinzig, Remagen, Simmern                                               | Ignatz Melsheimer                             | Rentner und Beigeordneter, Zell, als Stellvertreter           |
| Städte                               | Ehrenbreitstein, Vallendar, Bendorf, Neuwied, Linz, Wetzlar, Braunfels                                                                 | Hermann Radermacher                           | Beigeordneter, Neuwied                                        |
| Städte                               | Saarlouis, Saarbrücken, St. Johann, Ottweiler, St, Wendel, Baumholder                                                                  | Ludwig Heinrich Röchling                      | Kaufmann, St. Johann                                          |
| Städte                               | Merzig, Prüm, Bitburg, Wittlich, Bernkastel, Saarburg, Neuerburg                                                                       | Eduard Nels                                   | 1. Beigeordneter, Prüm                                        |
| Städte                               | Eupen, Malmédy, Schleiden, Monschau | Andreas von Grand-Ry                          | Gutsbesitzer, Eupen                                           |
| Städte                               | Düren, Gemünd, Stolberg, Burtscheid, Schleiden                                                                                         | Clemens August Hoffsümmer                     | Papierfabrikant, Düren                                        |
| Städte                               | Jülich, Eschweiler, Heinsberg, Erkelenz, Geilenkirchen mit Hünshoven, Linnich                                                          | Ferdinand Fischer                             | Bürgermeister, Eschweiler                                     |
| Städte                               | Bonn, Münstereifel, Euskirchen, Zülpich, Rheinbach, Ehrenfeld                                                                          | Philipp Hoffmann                              | Beigeordneter, Ehrenfeld                                      |
| Städte                               | Deutz, Mülheim am Rhein, Gladbach, Gummersbach, Wipperfürth, Siegburg, Königswinter, Neustadt                                          | Theodor Lucas                                 | Beigeordneter, Mülheim am Rhein                               |
| Städte                               | Ratingen, Kaiserswerth, Angermund mit Gerresheim, Mettmann, Langenberg mit Hardenberg, Wülfrath, Velbert, Kronenberg, Steele, Hilden   | Gottfried Friedrich Conze                     | Beigeordneter und Seidenfabrikant, Langenberg                 |
| Städte                               | Duisburg, Mülheim an der Ruhr, Essen, Kettwig, Werden, Ruhrort, Dinslaken, Emmerich, Rees, Isselburg                                   | Julius Brockhoff                              | Beigeordneter, Duisburg                                       |
| Städte                               | Kleve, Wesel, Goch, Gelder, Rheinberg, Moers, Orsoy, Xanten                                                                            | Rudolph von Monschaw                          | Hauptmann a. D., Goch                                         |
| Städte                               | Neuss, Grevenbroich, Wevelinghoven, Gladbach, Viersen, Dahlen, Odenkirche, Rheydt, Uerdingen, Kempen, Süchtelen, Dülken, Kaldenkirchen | Theodor Croon                                 | Beigeordneter, M-Gladbach                                     |
| Städte                               | Lennep, Ronsdorf, Lüdringhausen, Radevormwald, Burg, Hückeswagen, Wermelskirchen                                                       | Eugen Kattwinkel                              | Kaufmann und Beigeordneter, Wermelskirchen                    |
| Städte                               | Solingen, Remscheid, Dorp, Gräfrath, Wald, Höhscheid mit Merscheid, Burscheid mit Leichlingen, Opladen mit Neukirchen, Hitdorf         | Carl Friederichs                              | Kaufmann und Beigeordneter, Remscheid                         |
| Landgemeinden                        | Koblenz, St. Goar | Jacob Caspers                                 | Gutsbesitzer, Bubenheim                                       |
| Landgemeinden                        | Cochem, Mayen | Jacob Peters                                  | Gutsbesitzer, Fresserhof                                      |
| Landgemeinden                        | Adenau, Ahrweiler, Zell | Caspar Grod                                   | Steinhauerei- und Grundbesitzer, Brohl                        |
| Landgemeinden                        | Altenkirchen, Wetzlar | Heinrich Beppler                              | Grundbesitzer, Niedercleen                                    |
| Landgemeinden                        | Kreuznach, Simmern | Martin Esselborn                              | Grundbesitzer und Gemeindevorsteher, Mandel                   |
| Landgemeinden                        | Neuwied | Adolph Reinhard                               | Ökonom, Heddesdorf                                            |
| Landgemeinden                        | Bonn, Euskirchen, Rheinbach | Joseph Frings                                 | Grundbesitzer, Hersel                                         |
| Landgemeinden                        | Regierungsbezirk Köln | Eugen Buchholz                                | Gutsbesitzer, Crommenohl                                      |
| Landgemeinden                        | Kreis Köln, Bergheim | Joseph Hubert Weidt                           | Bürgermeister a. D. und Gutsbesitzer, Großkönigsdorf          |
| Landgemeinden                        | Siegburg, Waldbröl | Carl Eich                                     | Bürgermeister und Gutsbesitzer, Bödingen                      |
| Landgemeinden                        | Regierungsbezirk Düsseldorf | Clemens Hoffstadt                             | Ökonom, Vogelheim                                             |
| Landgemeinden                        | Düsseldorf, Solingen, Mettmann, Lennep                                                                                                 | Julius Wolters                                | Rittergutsbesitzer, Düsseldorf                                |
| Landgemeinden                        | Regierungsbezirk Düsseldorf | Felix von Loë                                 | Landrat a. D., Hassum                                         |
| Landgemeinden                        | Geldern, Kempen | Tillmann Bönninger                            | Gutsbesitzer, Hüls                                            |
| Landgemeinden                        | Moers, Krefeld | Johann Mathias Schmitz                        | Gutsbesitzer, Renneshof                                       |
| Landgemeinden                        | Gladbach, Neuss, Grevenbroich | Werner Breuer                                 | Gutsbesitzer, Giesenkirchen                                   |
| Landgemeinden                        | Saarbrücken, Ottweiler, St. Wendel | Alexander Schmidt von Schwind                 | Major a. D. und Gutsbesitzer, Eschberg                        |
| Landgemeinden                        | Land- und Stadtkreis Trier | Wilhelm Rautenstrauch                         | Gutsbesitzer, Eitelsbach                                      |
| Landgemeinden                        | Saarburg, Merzig, Saarlouis | Anton Boch                                    | Geheimer Kommerzienrat, Mettlach                              |
| Landgemeinden                        | Bernkastel, Wittlich | Friedrich Herrmann                            | Guts- und Gerbereibesitzer, Mülheim                           |
| Landgemeinden                        | Daun, Prüm, Bitburg | Johann Peter Limbourg                         | Gutsbesitzer, Bitburg                                         |
| Landgemeinden                        | Jüllich, Düren | Jacob Jansen                                  | Gutsbesitzer, Binsfeld                                        |
| Landgemeinden                        | Aachen, Geilenkirchen | Joseph Bürsgens                               | Gutsbesitzer, Altstreifeld                                    |
| Landgemeinden                        | Heinsberg, Erkelenz | Johann Hubert Schlick                         | Gutsbesitzer, Holzweiler                                      |
| Landgemeinden                        | Eupen, Malmedy, Schleiden, St. Vith | Severin Hack                                  | Landwirt und Bierbrauereibesitzer, Mechernich                 |